# 細井治
細井治（日语：／ Hosoi Osamu，1964年9月22日—），日本男性配音員、旁白。ARTSVISION所屬。出身於埼玉縣。身高168cm。O型血。

## 來歷、人物
本名相同。大東文化大學畢業。日本播音演技研究所畢業後成為ARTSVISION所屬。
興趣、特長：網路漫遊、作曲、編曲、英文朗讀。

## 演出
粗體字表示主要角色。

### 電視動畫
1995年
- 淘氣小愛神（美男）

1996年
- 逮捕令（越野機車男）

1997年
- 吸血姬美夕（廣播、主播、店員A、村人F）
- 神奇寶貝（訓練師的叔叔）

1998年
- 頭文字D（1998～2014，史浩、下集預告旁白、過場動畫）4系列
- 危險調查員（安卡斯、學生）

1999年
- 頭文字D Second Stage（史浩、過場動畫／下集預告旁白）
- 傀儡師左近（吉田憲二）
- 霹靂酷樂貓（眼鏡蛇、惡魔眼鏡蛇、銀行強盗）
- 星界的紋章（工作人員C）
- 六翼天使之聲（日语：セラフィムコール）（隊員D）
- 女惡魔人（攝影師、隊員、業務員、梅）

2000年
- 機巧奇傳（幸吉、福澤諭吉）
- 新科幻少年（日语：Sci-Fi HARRY）（鮑伯、喬治）
- 星界的戰旗（路雷夫、柯特凱爾、次席翔士）
- 名偵探柯南（2000～2019，刑警A、三木巡査、主持人、夏堀勇、吉川稔、艾希里·亞修瑞、鈴木秀久、熊堂惣一、大坪菊英）

2001年
- X（神父）
- 少年足球（貝爾·安東尼奧）
- Z.O.E Dolores, i（日语：Z.O.E Dolores, i）（官制室長）
- 戰鬥陀螺（木之宮龍也、巴爾丹、2）
- 星之卡比（2001～2003，、瓦斯、切割怪）

2002年
- 銀河戰警（美青年）

2003年
- R.O.D -THE TV-（約翰·史密斯）
- The Big O Second Season（法律顧問）
- 機甲露寶（闇影霸王／V闇影霸王、水島亮的父親、醫師）

2004年
- 變異體少女（藏間、旁白）
- 天上天下（巖）
- 遙遠時空 ～八葉抄～
- 忘却的旋律（刑事A）
- 鐵人28號 (2004年版)（同僚C）

2007年
- 王牌投手 振臂高揮（青木毅彥）
- 風之聖痕（恐怖分子）

2023年
- MF GHOST 燃油車鬥魂（上有史浩[7]）

2024年
- MF GHOST 燃油車鬥魂（第2期）（上有史浩[8]）

### 電影動畫
1996年
- 劇場版 天地無用！in LOVE

1997年
- 赫耳墨斯 愛宛如風（日语：愛は風の如く#映画）（忒修斯）

1998年
- 藍色恐懼[9]

2001年
- 頭文字D Third Stage（通報部長）

2002年
- 名偵探柯南：貝克街的亡靈（湯瑪斯·辛多拉的SP1）

2003年
- 翼神世音 多元變奏曲（機師）

2004年
- 名偵探柯南：銀翼的奇術師（村木管制官）

### OVA
1994年
- 銀河英雄傳說（雷瑟爾大尉）

1996年
- 冷面天使
- 宇宙戰艦山本洋子（艾索賓教授、駕駛員、AI支援）
- Legend of Crystania（日语：クリスタニア）（路米斯）

1997年
- Psycho Diver 魔性菩薩（日语：サイコダイバー・シリーズ）（澤田）
- 超時空要塞Dynamite 7（機師）

1998年
- 旭日艦隊（日语：旭日の艦隊）（木島昌平〈第2代〉）
- 秀逗魔導士EXCELLENT（士兵A）

1999年
- 機動戰士鋼彈第08MS小隊（的機師）
- 萬有引力（廣告中的MC、主持人）

2001年
- 頭文字D Extra Stage
- 紺碧艦隊（瀨戶基、鮫龍副機長）

2002年
- 頭文字D BATTLE STAGE（旁白）
- 戰鬥妖精雪風（グール·リーダー）

2006年
- 鬼公子炎魔（網走直次郎）

2007年
- 頭文字D BATTLE STAGE 2（旁白）

### 網路動畫
- Starry☆Sky（2010年，不知火一樹的父親）

### 遊戲
1992年
- 秘密的花園（日语：秘密の花園 (ゲーム)）（主角〈宏祐〉）[注 1]

1993年
- 電腦天使（日语：電脳天使）（英貴也）[注 1]
- Flash Hiders（日语：フラッシュハイダース）（格拉尼爾）

1994年
- ALIEN vs. PREDATOR（旁白）
- POWERED GEAR（日语：パワードギア）（旁白）
- 星球破壞者（日语：スターブレイカー）（阿爾特）
- 電腦天使（日语：電脳天使）（英貴也）[注 1]
- 初戀物語（玩家）[注 1]

1995年
- 裝甲戰士（日语：サイバーボッツ）（聖塔納、旁白）
- 快打旋風真人版（日语：ストリートファイター リアルバトル オン フィルム）（蓋爾 (快打旋風)、隆、Dee Jay（日语：ディージェイ (ストリートファイター）、旁白）
- 瓦洛比傑克的大冒險（瓦洛比）

1996年
- WAR-ZARD（日语：ウォーザード）（奴爾、奇奇、旁白）
- 超級快打方塊2（日语：スーパーパズルファイターIIX）（彈）
- 星劍格鬥（日语：スターグラディエイター）（貝克達、旁白）
- 快打旋風EX（日语：ストリートファイターEX）（艾倫·史奈德（日语：アレン・スナイダー）、牙魯達（日语：ガルダ (ストリートファイター)））
- 快打旋風ZERO2（彈）
- 快打旋風ZERO2 ALPHA（彈）
- 地獄神龍2（日语：ダンジョンズ&ドラゴンズ シャドーオーバーミスタラ）
- 神奇傳說（日语：ファーランドシリーズ）（巴爾加、士兵D、衛兵B）
- 王國傳說2（霍克艾）

1997年
- Cat the Ripper 第13位偵探（日语：Cat the Ripper 13人目の探偵士）
- 續·初戀物語 ～修學旅行～（日语：続 初恋物語 〜修学旅行〜）（貴也）
- 電腦天使（日语：電脳天使）（英貴也）[注 2]
- 同級生2（龍二）[注 2]
- 快打旋風EX plus（牙魯達）
- 快打旋風EX plus α（牙魯達）
- 蒂爾克 ～藍色大海的少女～（亨利）
- 袖珍快打（日语：ポケットファイター）（彈）
- 漫威超級英雄 VS. 快打旋風（日语：マーヴル・スーパーヒーローズ VS. ストリートファイター）（彈）
- 洛克人X4（水中的驅逐者·噴射魟魚）

1998年
- 除了愛我們什麼也無法做（日语：愛しあう事しかできない）（滿）
- 宙斯 屠殺之心 2nd（日语：カルネージハート#ゼウス カルネージハートセカンド）（克里斯·漢米爾頓）
- 個人教授（日语：個人教授 (ゲーム)）（仲居滿哉）
- 星劍格鬥2（貝克達、旁白）
- 快打旋風EX2（牙魯達）
- 快打旋風ZERO3（彈）
- 戰國美少女 斬斷雲空!!（彩雲、武田勝賴、澤庵）
- 旅遊派對 來一場畢業旅行吧（伊勢進平）
- Fighting Layer（日语：ファイティングレイヤー）（艾倫·史奈德）
- 炎之廚師COOKING FIGHTER好（日语：炎の料理人クッキングファイター好）（客人）

1999年
- 快打旋風EX2 PLUS（牙魯達）
- 戰國美少女 斬斷雲空!! ～春風之章～（ソーシオ）

2000年
- 機戰傭兵2（日语：アーマード・コア2）（地球本社）
- 假面騎士V3（G博士／雷射蟹怪人）
- 召喚夜響曲（齊姆朗、卡札米聶）
- 快打旋風EX3（牙魯達）
- 漫威 vs. 卡普空2 英雄們的新世紀（日语：MARVEL VS. CAPCOM 2 NEW AGE OF HEROES）（彈）

2001年
- CAPCOM VS. SNK MILLENNIUM FIGHT 2000 PRO（日语：カプコン バーサス エス・エヌ・ケイ ミレニアムファイト 2000）（彈）
- CAPCOM VS. SNK 2 MILLIONAIRE FIGHTING 2001（日语：CAPCOM VS. SNK 2 MILLIONAIRE FIGHTING 2001）（彈）
- 召喚夜響曲2（齊姆朗、卡札米聶）

2002年
- 航空特技團4（尼可拉斯）
- GALERIANS：ASH（日语：ガレリアンズ:アッシュ）（帕拉諾）
- shinobi（焰）
- 薩爾達傳說 風之律動

2003年
- SNK VS. CAPCOM SVC CHAOS（日语：SNK VS. CAPCOM SVC CHAOS）（彈）

2004年
- CAPCOM FIGHTING Jam（日语：CAPCOM FIGHTING Jam）（奴爾）
- 帝國千戰記（日语：帝国千戦記）（齊旬）[注 3]
- 天誅 紅（單葉）

2005年
- THE IDOLM@STER（輕口哲也、山崎杉雄）
- 西部侍道（日语：サムライウエスタン 活劇侍道）（桐生亂堂）
- 深淵傳奇（夫林格斯少將、羅蕾萊）
- Realize -Panorama Luminary-（日语：リアライズ (ゲーム)）（Σ）

2006年
- 巨蟲魔島（日语：ネクロネシア）（麥克）

2007年
- 機動戰士鋼彈 MS戰線0079（日语：機動戦士ガンダム MS戦線0079）（托爾德·波布洛夫）
- 死角偵探 空之世界 ～Thousand Dreams～（夕葵草平）
- 魂之搖籃 侵蝕世界者（羅德）
- Microsoft Flight Simulator X（日语：Microsoft Flight Simulator X）

2010年
- 跑車浪漫旅5（車子介紹旁白〈TOYOTA FT-86 概念 等〉）

2013年
- 青春的開端！（日语：青春はじめました!）（山王堂大將[10]）
- 薩爾達傳說 風之律動HD

### 特攝影集
1996年
- 激走戰隊車連者（RR〈里里〉里的配音、藍左克的配音）

2002年
- 忍風戰隊破裏劍者（機械忍：磁石忍者吉夏莫的配音）

2005年
- 特搜戰隊刑事連者（星人馬修的配音）

### 廣播劇CD
1996年
- CD劇場 勇者鬥惡龍VI（日语：CDシアター ドラゴンクエスト）（朗德）

1998年
- DOUBLE CALL（日语：DOUBLE CALL）（解說人）

1999年
- DOUBLE CALL 2、3（波多野）

2001年
- Anime店長 原聲廣播劇CD2「護貝卡片娘。」（日语：アニメ店長）

2002年
- DOUBLE CALL（波多野）
  - 4 ～放物線的彼方1～
  - 5 ～放物線的彼方2～
  - 6 ～放物線的彼方3～

2003年
- DOUBLE CALL 7 ～放物線的彼方4～（波多野）

2014年
- 劇場版 偶像大師：前往光輝的另一端！ Loppi限定 原創廣播劇CD（輕口哲也）

### 有聲書
- 中田Station 7（2018年[11]，車掌[12]）
- 墨丸（2018年[13]，檢點[14]）
- 夜之玉蘭（2019年[15]，解說[16]）
- Crescendo（2019年[17][18]，馬丁尼茲修道士[19][20]）

### 外語配音

#### 演員
布萊德·彼特
- 瞞天過海系列（拉絲蒂·萊恩）※影碟版。
  - 瞞天過海
  - 瞞天過海2：長驅直入
  - 瞞天過海：13王牌

#### 電影
- Access Denied
- 黑色芳心（日语：ダーク・インフェルノ）（Eric Sessions〈科林·內美克〉）
- 食人魔（英语：The Man-Eater (film)）（Valerio〈Arturo Paglia 〉）
- 邪氣逼人2
- 芳齡十三（Luke〈基普·帕杜〉）

#### 電視影集
- 神探阿蒙 (第3季)（傑克·惠特曼）
- 許願骨（英语：Wishbone (TV series)）

#### 動畫
- 愛探險的朵拉（爸爸）
- 萬能阿曼（Manuel "Manny" Garcia〈Wilmer Valderrama 配音〉）
- 我有一只小火箭（英语：I Got a Rocket）（Quigley Q教授）
- ABC好好玩（英语：WordWorld）（Duck）

### 其它
- Sega視頻雜誌（旁白）
- （露面演出）
- 藤澤市湘南台文化中心（日语：湘南台文化センター）兒童館／『宇宙奧林匹克 ～NO.1決定戰～』（負責實況）
- 角子機遊戲綠Don VIVA！情熱南米篇（日语：緑ドン VIVA!情熱南米編）（ART中演出聲音）
- THE IDOLM@STER ALL STAR LIVE 2007（輕口哲也）
- THE IDOLM@STER 4th ANNIVERSARY PARTY SPECIAL DREAM TOUR’S!!（輕口哲也）
- THE IDOLM@STER M@STERS OF IDOL WORLD!!2015（輕口哲也）
- （修道士[21][22]）

## 音樂作品

### 角色歌曲
| 發行日期 | 標題                                                 | 名義                             | 曲名        | 商業搭配                       |
| 2007年   | 2007年                                               | 2007年                           | 2007年      | 2007年                         |
| -------- | ---------------------------------------------------- | -------------------------------- | ----------- | ------------------------------ |
| 10月24日 | THE IDOLM@STER MASTER ARTIST FINALE 765プロ ALLSTARS | 音無小鳥（瀧田樹里） featuring T | 「ID:[OL]」 | 遊戲《THE IDOLM@STER》相關歌曲 |

### 其他參加樂曲
| 發行日期 | 標題                                   | 名義   | 曲名   | 商業搭配                                 |
| 2008年   | 2008年                                 | 2008年 | 2008年 | 2008年                                   |
| -------- | -------------------------------------- | ------ | ------ | ---------------------------------------- |
| 6月4日   | THE IDOLM@STER RADIO COLORFUL MEMORIES | 細井治 | 「」   | 廣播節目《THE IDOLM@STER RADIO》相關歌曲 |

## 腳註

## 外部連結
- ARTSVISION公式官網的聲優簡介 （页面存档备份，存于） （日語）